# Турбінні повітродувки
Турбінні повітродувки - повітродувка, в якій робочий орган - турбіна.

## Історія

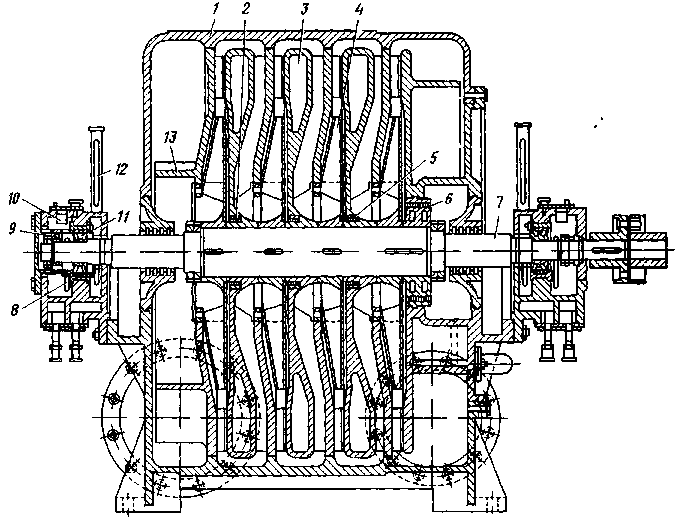
Схема турбоповітродувки. 1 – корпус; 2 – дистанційна втулка; 4 – проміжна діафрагма; 3 – робоче колесо; 5 – лабіринтові ущільнення; 6 – розвантажувальний поршень; 7 – вал; 8 – мастильне кільце; 9 – вальниця кочення (кульковий підшипник); 10 – сітка–фільтр; 11 – роликова вальниця кочення, 12 – термометр; 13 – діафрагма

1905 року почали використовувати турбінні повітродувки, що також називалися вентиляторами високого тиску. Вони мали порівняно з газовими повітродувками низку значних переваг. Вони були значно дешевшими (при однаковій потужності), компактнішими, надійними в роботі, дешевшими в утримуванні, зручнішими у регулюванні ходу й економічнішими у подачі дуття у різко змінюваній кількості (чого не давали газові машини). Давали більшу кількість дуття і там, де довелося би ставити дві газові повітродувки, можна було поставити одну турбоповітродувку. царській Росії перші паротурбоповітродувки, що з'явилися там у цей самий час, працювали на парі низьких (1,3 МН/м²) і середніх (2,9 — 3,5 МН/м²) параметрів.
Турбоповітродувки по мірі збільшення своєї потужності робилися все більш економічнішими щодо витрати пари. Вони вдосконалювалися протягом всього XX століття й використовуються тепер.
В середині ХХ століття було досягнуто витрати 3600 м³/хв й більше під тиском 80-200 см рт. ст. (до 2,6 ат). На європейських доменних печах в той час використовувалися зазвичай повітродувки з подачею 1000—1500 м³/хв. На деревновугільних доменних печах Швеції було достатньо 75 м³/хв під тиском 5-8 см рт. ст., а на доменних печах Уралу було достатньо 400—500 м3/хв під тиском 25-30 см рт. ст.

## Конструкція
У чавунному литому корпусі турбоповітродувки (рис.1) обертаються робочі колеса, щільно насаджені на вал. Опорами валу служать роликопідшипник і упорний підшипник. Корпуси підшипників мають водяні сорочки для охолодження масла. Вода підводиться до нижніх корпусів підшипників.
Для підведення повітря до робочого колеса першого ступеня в корпусі є усмоктувальна діафрагма, а до коліс наступних ступенів – проміжні діафрагми. На валу розташовані дистанційні втулки. Для зниження шкідливих циркуляцій всередині повітродувки робочі колеса і вал забезпечені лабіринтовими ущільненнями.
На валу роторів за робочим колесом на останньому щаблі встановлений розвантажувальний поршень (думміс) для урівноваження осьового тиску. На виході валу з корпусу є кінцеві лабіринтові ущільнення.
Мастило підшипників – рідке, здійснюється мастильними кільцями, розташованими на валу. Для контролю за рівнем і температурою масла встановлено мастиловказівники і термометри. Масло заливається через сітки-фільтри в корпусах підшипників (вальниць).
Турбоповітродувки в порівнянні з водокільцевими повітродувками споживають менше енергії на 1 м3 повітря. Подача їх досягає 200 м3/хв.